# Friedrich Bartels (Mediziner)
Friedrich „Fritz“ Georg Christian Bartels (* 21. Juli 1892 in Rohrsen; † 9. Juli 1968 in Herrenalb) war ein deutscher Mediziner, Staatsbeamter und politischer Funktionär. Bartels amtierte während der NS-Zeit unter anderem als Ministerialrat im Reichsinnenministerium und als stellvertretender Reichsärzteführer.

## Leben und Wirken
Bartels wurde 1892 als Sohn eines Gerichtsvollziehers geboren. In seiner Jugend besuchte er das Kaiserin-Auguste-Victoria-Gymnasium in Linden bei Hannover. Im Anschluss studierte er Medizin an der Ludwig-Maximilians-Universität München. Dort wurde er 1912 Mitglied der Münchener Burschenschaft Cimbria.
Von 1914 bis 1918 nahm Bartels als Kriegsfreiwilliger am Ersten Weltkrieg teil, zuletzt als Stabsarzt bei der Fliegertruppe. Anschließend setzte er sein Medizinstudium fort und beendete dieses im Mai 1920 mit dem Staatsexamen. Danach war er Assistent an der Universitätsklinik München. Er erhielt im Januar 1921 die Approbation als Arzt. Im Mai 1921 wurde er nach Verteidigung seiner Dissertationsschrift Zur Casuistik der angebornen cavernösen Lymphangiombildung an der Ludwig-Maximilians-Universität München zum Dr. med. promoviert. Zunächst ab 1923 Volontärarzt am Gesundheitsamt Dortmund wurde er im August 1923 Kreiskommunalarzt im Kreis Lennep. 1927 siedelte er nach Eisenach über, wo er die Leitung des städtischen Gesundheitsamtes übernahm. Seitdem war er Herausgeber der Mitteilungen der Gesellschaft für deutsche Wirtschafts- und Sozialpolitik.
Politisch engagierte Bartels sich nach dem Ersten Weltkrieg in Kreisen der nationalistischen und völkischen Rechten: Anfang 1919 gehörte er zu den Begründern des Akademischen Kriegsteilnehmerverbandes, der sich auch dem Kampf gegen das „rote München“ verschrieben hatte. Nach seinem Wechsel an die Universität Jena begründete er dort den Hodlerbund, der sich gegen kommunistische Umtriebe an der Universität wandte. Er gehörte 1919/20 der Eisernen Faust an und trat im Februar 1920 der NSDAP (Mitgliedsnummer 1212) bei. Von 1920 bis 1924 betätigte er sich beim Bund Oberland leitend, wo er auch Gerhard Wagner kennenlernte. Er nahm an den Aufständen in Oberschlesien teil sowie am Kapp-Putsch. Von 1923 und 1924 beteiligte er sich an den „Ruhrkämpfen“. Aufgrund seiner politischen Tätigkeit wurde er in den Jahren 1920 bis 1923 mehrfach festgenommen. 1925 trat er der Deutschnationalen Volkspartei (DNVP) bei, der er bis 1930 angehörte. Zum 1. Juli 1931 wechselte er wieder zur NSDAP (Mitgliedsnummer 580.818). Für diese übernahm er 1932 erste Funktionärsaufgaben als Leiter der Ortsgruppe in Eisenach, wo er später auch Stadtrat und stellvertretender Fraktionsführer für die Partei wurde. Zudem wurde er Mitglied in NS-Ärztebund. Wegen nationalsozialistischer Betätigung wurde erfolglos ein Disziplinarverfahren gegen ihn angestrengt.
Wenige Monate nach dem Machtantritt der Nationalsozialisten im Frühjahr 1933 wurde Bartels im Mai 1933 ins Reichsinnenministerium berufen, in dem er zunächst den Rang eines Oberregierungsrates erhielt, bevor er noch im gleichen Jahr zum Ministerialrat befördert wurde. Im Innenministerium fungierte Bartels vor allem als Vertrauensmann des Reichsärzteführers Gerhard Wagner. Im Rahmen der inneren Machtkämpfe der NS-Führer lehnten Wagner und Bartels sich eng an den Leiter der Deutschen Arbeitsfront (DAF) Robert Ley an, für den Bartels bis zum Juli 1939 auch de facto das DAF-Amt für Volksgesundheit leitete.
1933 wurde er als Vertreter des Deutschen Sportärzteverbandes in den Reichsführerring des deutschen Sports aufgenommen.
1934 übernahm Bartels zusätzlich zu seinen Aufgaben als Staatsbeamter den Posten eines Amtsleiters im Stab des Stellvertreters des Führers. Mitte Mai 1934 schied er aus dem Reichsinnenministerium aus und wurde zum Stellvertreter Wagners als Reichsärzteführer ernannt. Kurze Zeit später übernahm Bartels außerdem die Funktion des Amtsleiters des Hauptamtes für Volksgesundheit in Berlin-Wannsee, mit Dienstsitz Am Sandwerder 31. Mit dem Mediziner Ernst Wilhelm Baader kam es im Sommer 1934 zu einer konfliktreichen Auseinandersetzung, da Bartels auf dem Internationalen sportärztlichen Kongress Auslandsdeutsche herabgesetzt hatte. Bartels forderte daraufhin im Juli 1934 Baader zum Duell mit Säbeln. Infolge dieser Auseinandersetzung kam es zu parteigerichtlichen Verfahren. In seiner Eigenschaft als Amtsleiter des Hauptamtes für Volksgesundheit bewarb Bartels sich auf dem Wahlvorschlag der NSDAP (Listenplatz Nr. 84) bei der Reichstagswahl vom 29. März 1936 um ein Reichstagsmandat, wurde jedoch nicht gewählt.
Ende Dezember 1937 einigten sich Wagner und Bartels mit dem Lehmann-Verlag über die Herausgabe der Gesundheitsführung des deutschen Volks. 1938 wurde er zusätzlich mit der Leitung des Reichstuberkuloseausschusses betraut.
Mitte März 1938 trat er der Sturmabteilung (SA) bei, in der er umgehend den Rang eines Brigadeführers erhielt. Ende Januar 1939 erhielt Bartels das Goldene Parteiabzeichen der NSDAP. Seine Aufnahme in die Schutzstaffel (SS) wurde dagegen abgelehnt.
Als Wagner Ende der 1930er Jahre schwer erkrankte wählte er Bartels als seinen Nachfolger, der das Amt des Reichsärzteführers trotz dieser Designation nie antrat. Stattdessen wurde er nach dem Amtsantritt von Leonardo Conti unter dem Vorwand der Illoyalität Ende Juli 1939 aus allen seinen Ämtern verdrängt. Ehrengerichtliche Verfahren und Parteiquerelen verhinderten Bartels Anstellung als leitender Betriebsarzt bei BMW oder den I.G. Farben. Nach Beginn des Zweiten Weltkrieges tat Bartels ab Frühjahr 1940 Dienst in der Wehrmacht.
Nach dem Krieg war er als praktischer Arzt tätig.

## Schriften
- Zur Casuistik der angebornen cavernösen Lympangiombildung, München 1921. (Dissertation)
- „Der Betriebsarzt und seine Aufgabe“, in: Deutsches Ärzteblatt Nr. 67, 1937.